# Związek Zawodowy Usług Publicznych i Komercyjnych
Związek Zawodowy Usług Publicznych i Komercyjnych (ang. Public and Commercial Services Union, PCS) – brytyjski związek zawodowy zrzeszający w większości pracowników brytyjskich urzędów państwowych i innych organów publicznych.
PCS jest zrzeszony w centralach związkowych: Kongresie Związków Zawodowych (TUC), Kongresie Irlandzkich Związków Zawodowych (ICTU) oraz Kongresie Szkockich Związków Zawodowych (SCTU).

## Historia
Związek został założony w 1998 w wyniku połączenia Związku Służb Publicznych, Podatków i Handlu (ang. Public Services, Tax and Commerce Union), który w większości reprezentował stanowiska kierownicze w służbie cywilnej, oraz Stowarzyszenia Służb  Cywilnych i Publicznych (ang. Civil and Public Services Association) reprezentującego w większości stanowiska urzędnicze. Sekretarze generalni obu związków, odpowiednio John Sheldon i Barry Reamsbottom, zostali wspólnymi sekretarzami generalnymi nowej organizacji. W 2000 zastąpił ich wybrany Mark Serwotka, który piastował to stanowisko (otrzymując reelekcje) do przejścia na emeryturę 31 stycznia 2024.
W 2018 związek zawodowy wygrał 3 mln funtów odszkodowania od Ministerstwa Pracy i Emerytur, po wniesieniu skargi na wycofanie systemu „odliczania” składek związkowych.
W 2019 wspólnie z GMB członkowie PCS pracujący w Historic Royal Palaces podjęli strajk przeciwko proponowanym zmianom w swoich emeryturach. Był to pierwszy strajk Yeomen Warders od 55 lat.
1 lutego 2024 Fran Heathcote została wybrana na stanowisko Sekretarza Generalnego, pokonując Marion Lloyd. Jest pierwszą kobietą na tym stanowisku.